# یوشی‌نوری اوکادا
یوشی‌نوری اوکادا (انگلیسی: Yoshinori Okada؛ زادهٔ ۱۹ مارس ۱۹۷۷) هنرپیشهٔ اهل ژاپن است که از فیلم‌ها یا برنامه‌های تلویزیونی که وی در آن نقش داشته است می‌توان به اوبا آخرین سامورایی اشاره کرد. اوکادا در ۳۱مین جشنواره فیلم یوکوهاما برندهٔ جایزهٔ بهترین بازیگر مکمل مرد شد.